# Teng (Wuzhou)
Teng (chinesisch 藤县, Pinyin Téng Xiàn; Zhuang Dwngz Yen) ist ein Kreis der bezirksfreien Stadt Wuzhou am Ostrand des Autonomen Gebiets Guangxi der Zhuang in der Volksrepublik China. Er hat eine Fläche von 3.946,52 km² und zählt 883.500 Einwohner (Stand: Ende 2018). Sein Hauptort ist die Großgemeinde Tengzhou (藤州镇).

## Administrative Gliederung
Auf Gemeindeebene setzt sich der Kreis aus fünfzehn Großgemeinden und einer Gemeinde zusammen. Diese sind:
- Großgemeinde Tengzhou (藤州镇), Sitz der Kreisregierung;
- Großgemeinde Dali (大黎镇);
- Großgemeinde Dongrong (东荣镇);
- Großgemeinde Gulong (古龙镇);
- Großgemeinde Heping (和平镇);
- Großgemeinde Jinji (金鸡镇);
- Großgemeinde Langnan (琅南镇);
- Großgemeinde Lingjing (岭景镇);
- Großgemeinde Mengjiang (蒙江镇);
- Großgemeinde Taiping (太平镇);
- Großgemeinde Tangbu (塘步镇);
- Großgemeinde Tianping (天平镇);
- Großgemeinde Tongxin (同心镇);
- Großgemeinde Xiangqi (象棋镇);
- Großgemeinde Xinqing (新庆镇);
- Gemeinde Pingfu (平福乡).